# Quartier latin de Montréal
Pour les articles homonymes, voir Quartier latin.
Situé à proximité de l'intersection des rues Sainte-Catherine et Saint-Denis, l'origine du nom Quartier latin de Montréal provient de sa proximité avec l'Université de Montréal qui était située dans le quartier au début du XXe siècle, puis l'implantation de l'Université du Québec à Montréal dans les années 1970 jusqu'à présent. Il est situé dans l'arrondissement Ville-Marie à Montréal, dans un quartier aujourd'hui appelé le Quartier des spectacles.

## Historique

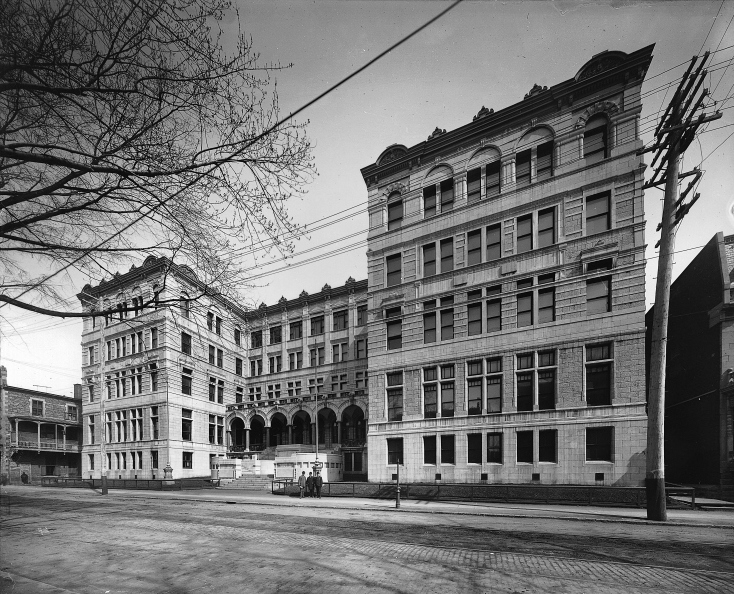
Bâtiment principal de l'Université Laval à Montréal sur la rue Saint-Denis, 1903

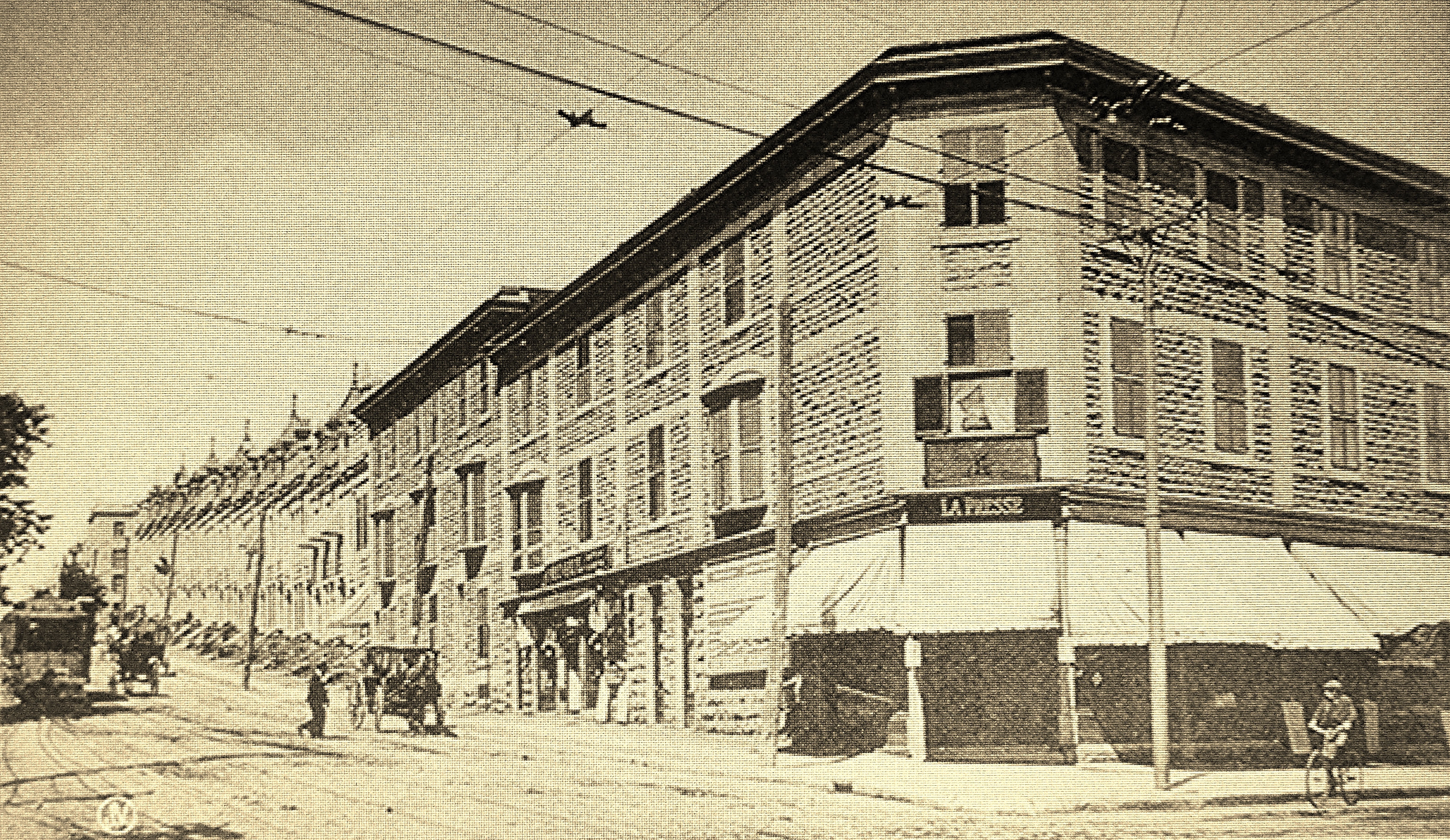
Coin nord-est des rues Saint-Denis et Ontario, vers 1910

Le terme quartier latin est d'origine parisienne et désigne l'arrondissement où s'élevait l'université, dont l'enseignement était dispensé en latin. L'usage montréalais de cette expression remonte à 1876 lorsqu'une filiale de l'Université Laval vient s'installer dans ce secteur. Cette filiale deviendra en 1919 l'Université de Montréal. On y retrouvait alors les facultés de théologie, de droit et de médecine. Plus tard, l'École Polytechnique (1905), l'École des Hautes Études Commerciales (1907) et la Bibliothèque Saint-Sulpice (1915) vinrent confirmer la vocation universitaire du quartier.
Ainsi, au début du XXe siècle, le Quartier Latin de Montréal constituait l'un des principaux foyers intellectuels francophones de l'Amérique française. À l'époque, notables, magistrats, hommes de lettres et étudiants fréquentaient assidument ses nombreux cafés-terrasses, ses librairies et ses tabagies. L'école littéraire de Montréal y tenait certaines séances clandestines.
À la même période, le Quartier Latin était de plus un secteur cossu, où résidait l'intelligentsia francophone de Montréal. Dès l'arrivée de l'Université Laval, une population riche et instruite s'empare du secteur qui comptait déjà plusieurs résidences construites autour de la cathédrale Saint-Jacques de Montréal, rue Saint-Denis. Les nouvelles demeures en pierre se font monumentales et victoriennes. On aménage des espaces verts, à l'exemple du très fréquenté square Viger.
La prospérité du Quartier Latin s'est maintenue jusqu'en 1940, année du départ de l'Université de Montréal pour le flanc nord du mont Royal. Ce déménagement marque le début de la dégradation du secteur, car les familles bourgeoises se déplacent elles aussi sur la montagne, se réfugiant entre autres à Outremont. De nombreuses résidences sont démolies, pour l'élargissement des boulevards Dorchester et Maisonneuve et la construction de plusieurs complexes à bureaux. Quant à l'élégant Square Viger, il disparaît pour laisser place à un stationnement, à un tronçon de la rue Berri puis à l'autoroute Ville-Marie, avant de renaître selon un concept bétonné développé par Charles Daudelin.
Au début des années 1970, l'implantation de l'UQAM et du Cégep du Vieux Montréal donnera un second souffle au quartier. Le Festival international de Jazz de Montréal s'y est tenu durant les années 1980 et la présence du Festival Juste pour Rire à partir des années 1990 jusqu'au milieu des années 2000 allaient aussi participer à relancer le quartier pendant la période estivale. Depuis 2010, la rentrée scolaire est soulignée par le OUMF, soit un festival d'arts émergents qui servent de moyens d'expression à la communauté étudiante.
La chapelle Notre-Dame de Lourdes y a été construite par l'architecte Napoléon Bourassa en 1880.

## Situation
Le Quartier latin conserve toujours son côté intellectuel et académique, notamment par la présence de ses institutions d'enseignement, soit les nombreux pavillons de l'Université du Québec à Montréal, le Cégep du Vieux Montréal ainsi que l'INIS, mais également en raison des nombreuses institutions culturelles que sont le Théâtre Saint-Denis, la Cinémathèque québécoise, la Maison Théâtre et l'ouverture plus récente de la Grande Bibliothèque du Québec, en 2005.
Accessible par la station de métro Berri-UQAM, la plus achalandée du réseau, le Quartier latin est désormais un campus étudiant bouillonnant de vie avec ses nombreux cafés, restaurants et bars. Il compte également plus d'une soixantaine de terrasses, certaines en rues et d'autres plus discrètes que l'on gagne à découvrir.
Le Quartier latin accueille chaque année un bon nombre de festival, dont Montréal Complètement Cirque et le festival OUMF, qui célèbre la rentrée étudiante du début septembre.

### Jeunes de la rue
Le quartier latin est un lieu d'appropriation collective et de rassemblement des jeunes de la rue.  À partir de 1992, l'année du 350e anniversaire de Montréal, l'espace occupé par ces jeunes fut peu à peu repris sous le contrôle de la ville et de nombreuses interventions policières imposantes ont lieu, dont au bar Les Foufounes électriques qui fut contraint de fermer provisoirement ses portes, sous le zèle des policiers. Ce quartier demeure un lieu fréquenté par les jeunes dans la rue ou marginaux, bien que depuis les années 2006, il semble y avoir une légère tendance vers des quartiers excentrés.

## Lieux d'intérêt

### Établissements d'éducation post-secondaire
- Université du Québec à Montréal
- Cégep du Vieux Montréal
- Institut national de l'image et du son
- Centre hospitalier de l'Université de Montréal

### Institutions culturelles
- Grande Bibliothèque
- Théâtre Saint-Denis
- Cinémathèque québécoise
- Maison Théâtre
- Bibliothèque Saint-Sulpice

### Espaces publics
- Place pasteur
- Place Émilie-Gamelin

### Culture underground
- Les Foufounes Électriques

## Galerie

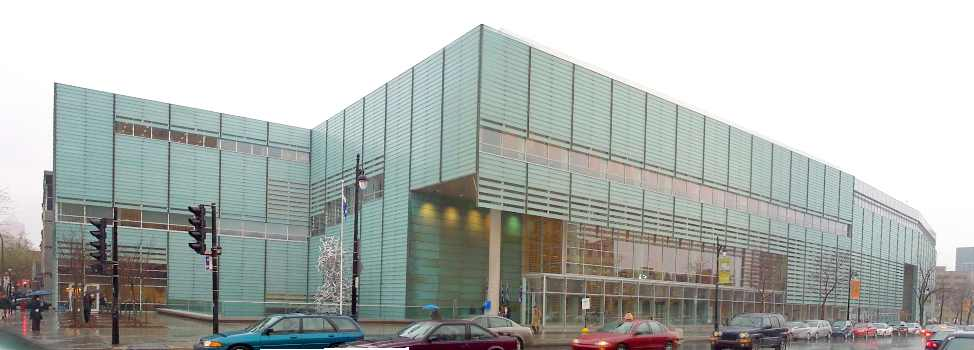
Grande Bibliothèque du Québec
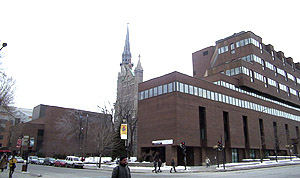
Le pavillon Judith-Jasmin de l'Université du Québec à Montréal

## Arrondissements et quartiers adjacents
- Arrondissement du Plateau-Mont-Royal
- Aussi dans l'arrondissement de Ville-Marie :
  - Le Quartier des spectacles
  - Le Vieux-Montréal
  - Le centre-ville
  - Le Village gai
  - Quartier Sainte-Marie
  - Quartier international de Montréal